# فرانچسکا دی‌آگوستینی
فرانچسکا دی‌آگوستینی (به انگلیسی: Francesca Deagostini) ژیمناست زادهٔ ۵ اوت ۱۹۹۶ میلادی اهل کشور ایتالیا است.